# Liste des ambassadeurs d'Espagne à Chypre
L’ambassadeur d'Espagne à Chypre est le représentant légal le plus important du royaume d'Espagne à Chypre. Nommé en Conseil des ministres, il dirige les offices qui dépendent de l'Ambassade dont le siège est à Nicosie. De même, il informe le gouvernement espagnol sur l'évolution des évènements à Chypre, négocie au nom de l'Espagne et peut signer ou ratifier des conventions. Il observe le développement des relations bilatérales dans tous les domaines et s'assure de la protection des intérêts espagnols et de ces citoyens à Chypre.

## Ambassadeurs successifs

### Ambassadeurs non résidents
| Début             | Fin               | Ambassadeur                                | Résidence | Observations                                   |
| ----------------- | ----------------- | ------------------------------------------ | --------- | ---------------------------------------------- |
| 21 mars 1968      | 27 avril 1970     | Manuel Valdés Larrañaga                    | Beyrouth  | cf. Liste des ambassadeurs d'Espagne au Liban. |
| 2 mai 1970        | 13 octobre 1972   | Nuño Aguirre de Cárcer y López de Sagredo  | Damas     | cf. Liste des ambassadeurs d'Espagne en Syrie. |
| 13 octobre 1972   | 18 juin 1976      | Gabriel Mañueco de Lecea                   | Damas     | cf. Liste des ambassadeurs d'Espagne en Syrie. |
| 18 juin 1976      | 5 juin 1978       | José Joaquín Zavala y Alcíbar-Jaúregui     | Damas     | cf. Liste des ambassadeurs d'Espagne en Syrie. |
| 25 août 1978      | 16 mars 1989      | Félix Guillermo Fernández-Shaw y Baldasano | Damas     | cf. Liste des ambassadeurs d'Espagne en Syrie. |
| 28 juillet 1983   | 26 février 1987   | Felipe de la Morena y Calvet               | Damas     | cf. Liste des ambassadeurs d'Espagne en Syrie. |
| 30 avril 1987     | 21 septembre 1990 | Jesús Carlos Riosalido Gambotti            | Damas     | cf. Liste des ambassadeurs d'Espagne en Syrie. |
| 21 septembre 1990 | 30 juillet 1993   | Gil Armangué Ríus                          | Damas     | cf. Liste des ambassadeurs d'Espagne en Syrie. |
| 24 janvier 1994   | 9 janvier 1998    | Manuel Gómez de Valenzuela                 | Damas     | cf. Liste des ambassadeurs d'Espagne en Syrie. |
| 5 juin 1998       | 15 décembre 2000  | Mariano García Muñoz                       | Beyrouth  | cf. Liste des ambassadeurs d'Espagne au Liban. |

### Ambassadeurs résidents
| Début            | Fin             | Ambassadeur                         | Observations |
| ---------------- | --------------- | ----------------------------------- | ------------ |
| 1er février 2002 | 15 octobre 2004 | Ignacio García-Valdecasas Fernández | -            |
| 16 octobre 2004  | 16 juillet 2007 | José Manuel Cervera de Góngora      | -            |
| 2 novembre 2007  | 2010            | Juan José Urtasun                   | -            |
| 2010             | 2014            | Ana María Salomón Pérez             | -            |
| juin 2014        | en cours        | Ángel Lossada Torres-Quevedo        | -            |